# Clitic
Cliticele sunt cuvinte care din punct de vedere sintactic sunt morfeme libere, dar care se pronunță împreună cu alte cuvinte. Cliticele atașate la începutul cuvintelor se numesc proclitice, iar cele atașate la sfârșitul cuvintelor se numesc enclitice. Trebuie remarcat că în funcție de ortografia specifică a fiecărei limbi cliticele pot fi scrise separat de cuvântul însoțit sau legate prin cratimă, prin apostrof, prin sudare etc.
Un cuvânt însoțit de un clitic se comportă fonetic ca un cuvânt unic, respectând regulile limbii respective. De exemplu dacă în acea limbă cuvintele au în mod obligatoriu o singură silabă accentuată (ca în cazul limbii române) atunci și compusul care include un clitic respectă această regulă.

## Caracteristici
În general cliticele au următoarele proprietăți:
- Fonetic sunt legate, sintactic sunt libere.
- Se pot aplica la expresii sau propoziții.
- Nu pot fi incluse într-un enunț fără a fi legate de alte părți ale enunțului.
- Adesea au un sens mai degrabă gramatical decât lexical.
- Aparțin categoriilor închise de cuvinte, precum pronume, prepoziții, verbe auxiliare sau conjuncții.
- De obicei se atașează la capetele cuvântului, în exteriorul afixelor de derivare sau flexionare.
- Se pot atașa la mai multe categorii sintactice.
- Fonetic nu sunt accentuate.

## Exemple
În limba română un exemplu de enclitice sunt articolele hotărâte: fratele, vulpea, copacilor. Această caracteristică deosebește limba română de toate celelalte limbi romanice la care acestea sunt proclitice. Alte cuvinte care devin clitice în limba română sunt formele nearticulate ale pronumelor personale: le-am citit, prinde-o etc.
Exemple în alte limbi:
- limba engleză:
  - enclitice: I'm here. (Sunt aici.); She doesn't know. (Ea nu știe.);
  - proclitice: the book (cartea); a cat (o pisică).
- limba franceză:
  - proclitice: le monde (lumea).
- limba japoneză:
  - enclitice: 空の色 sora no iro (culoarea cerului)

## Cliticele de dublare
La o parte din limbile romanice (înclusiv limba română) și în câteva limbi slave se constată existența unor pronume personale care nu înlocuiesc un substantiv ci îl dublează. Semantic, prezența unor astfel de pronume în propoziție este redundantă. Aceste pronume au caracteristicile generale ale unor clitice și se numesc clitice de dublare.
În limba română există două categorii de clitice de dublare, în funcție de cazul în care se găsește substantivul dublat. Lista de mai jos cuprinde exemple.
- Clitic de acuzativ:
  - N-am văzut-o pe vecina mea astăzi.
  - Vă întreb pe voi fiindcă știți mai bine.

- Clitic de dativ:
  - Le-am dat și copiilor să guste.
  - Ție nu-ți dau.

Ambele tipuri de clitice de dublare pot să apară în aceeași propoziție: Gluma asta nu le-am spus-o și fetelor.

### În alte limbi
Cliticele de dublare mai apar de exemplu în limbile spaniolă, bulgară, greacă.
Exemplu în limba spaniolă: Le di un regalo a mi madre. (I-am dat un cadou mamei mele.)
Exemplu în limba bulgară (două clitice): Аз й го дадох подаръка на майка ми. (I-am dat un cadou mamei mele.)

## Etimologie

### Enclitic
Limba greacă: enklitikos, din enklinein (a se sprijini de ceva), din en- (pe, în) și klinein (a se sprijini)
→ latina târzie: encliticus
→ limba franceză: enclitique
→ limba română: enclitic

### Proclitic
Latina modernă: procliticus, format pe modelul lui encliticus din latina târzie.
→ limba franceză: proclitique
→ limba română: proclitic

### Clitic
Limba greacă: klitikos (sprijinit)
→ Latina modernă: cliticus
→ limba franceză: clitique
→ limba română: clitic